# Pseudocoremia cremnopa
Pseudocoremia cremnopa är en fjärilsart som beskrevs av Edward Meyrick 1897. Pseudocoremia cremnopa ingår i släktet Pseudocoremia och familjen mätare. Inga underarter finns listade i Catalogue of Life.